# Antonio Vilaplana y Sempere
Antonio Vilaplana y Sempere (Alcoy, 1841-Alcoy, 1888) fue un escritor y dramaturgo español.
Ingresó en el Seminario Conciliar de Valencia, pero por motivos familiares no pudo finalizar sus estudios. Escribió sus obras en castellano y en valenciano alicantino.

## Obras
- El tullit de fa tres segles
- Episodi de la historia del robo i hallasgo del Santisim Sacrament, ocurrit a Alcoy l'any 1568
- Alcoy contra Al-Azarach o San Chordi firam firam!
- Una página de gloria o la aparición de San Jorge
- No codiciar los bienes ajenos
- Alcoy por el Archiduque, o el suplici de Perera